# Athie (Yonne)
Pour les articles homonymes, voir Athie.
Athie est une commune française située dans le département de l'Yonne, en région Bourgogne-Franche-Comté.

## Géographie
Le petit village d'Athie, situé à une altitude moyenne de 266 m, est environné de vallons dont les sources forment des petits ruisseaux. L'un, le ruisseau des Rouches va se jeter dans le Serein, près d'Angely. L'autre, le ru du Vau de Bouche, traverse Provency et Lucy-le-Bois avant d'aller se jeter dans la Cure, à Voutenay-sur-Cure.

### Climat
Pour des articles plus généraux, voir Climat de la Bourgogne-Franche-Comté et Climat de l'Yonne.
En 2010, le climat de la commune est de type climat océanique dégradé des plaines du Centre et du Nord, selon une étude du Centre national de la recherche scientifique s'appuyant sur une série de données couvrant la période 1971-2000. En 2020, Météo-France publie une typologie des climats de la France métropolitaine dans laquelle la commune est exposée à un climat océanique altéré et est dans la région climatique Lorraine, plateau de Langres, Morvan, caractérisée par un hiver rude (1,5 °C), des vents modérés et des brouillards fréquents en automne et hiver.
Pour la période 1971-2000, la température annuelle moyenne est de 10,4 °C, avec une amplitude thermique annuelle de 15,8 °C. Le cumul annuel moyen de précipitations est de 797 mm, avec 12,2 jours de précipitations en janvier et 8,1 jours en juillet. Pour la période 1991-2020, la température moyenne annuelle observée sur la station météorologique de Météo-France la plus proche, « St André », sur la commune de Saint-André-en-Terre-Plaine à 8 km à vol d'oiseau, est de 11,3 °C et le cumul annuel moyen de précipitations est de 849,9 mm. 
La température maximale relevée sur cette station est de 41,3 °C, atteinte le 24 juillet 2019 ; la température minimale est de −16 °C, atteinte le 20 décembre 2009,,.
Les paramètres climatiques de la commune ont été estimés pour le milieu du siècle (2041-2070) selon différents scénarios d'émission de gaz à effet de serre à partir des nouvelles projections climatiques de référence DRIAS-2020. Ils sont consultables sur un site dédié publié par Météo-France en novembre 2022.

## Urbanisme

### Typologie
Au 1er janvier 2024, Athie est catégorisée commune rurale à habitat dispersé, selon la nouvelle grille communale de densité à sept niveaux définie par l'Insee en 2022.
Elle est située hors unité urbaine. Par ailleurs la commune fait partie de l'aire d'attraction d'Avallon, dont elle est une commune de la couronne,. Cette aire, qui regroupe 74 communes, est catégorisée dans les aires de moins de 50 000 habitants,.

### Occupation des sols
L'occupation des sols de la commune, telle qu'elle ressort de la base de données européenne d’occupation biophysique des sols Corine Land Cover (CLC), est marquée par l'importance des territoires agricoles (94,6 % en 2018), une proportion identique à celle de 1990 (94,6 %). La répartition détaillée en 2018 est la suivante : 
prairies (50,3 %), terres arables (42,8 %), zones urbanisées (5,4 %), zones agricoles hétérogènes (1,5 %). L'évolution de l’occupation des sols de la commune et de ses infrastructures peut être observée sur les différentes représentations cartographiques du territoire : la carte de Cassini (XVIIIe siècle), la carte d'état-major (1820-1866) et les cartes ou photos aériennes de l'IGN pour la période actuelle (1950 à aujourd'hui).

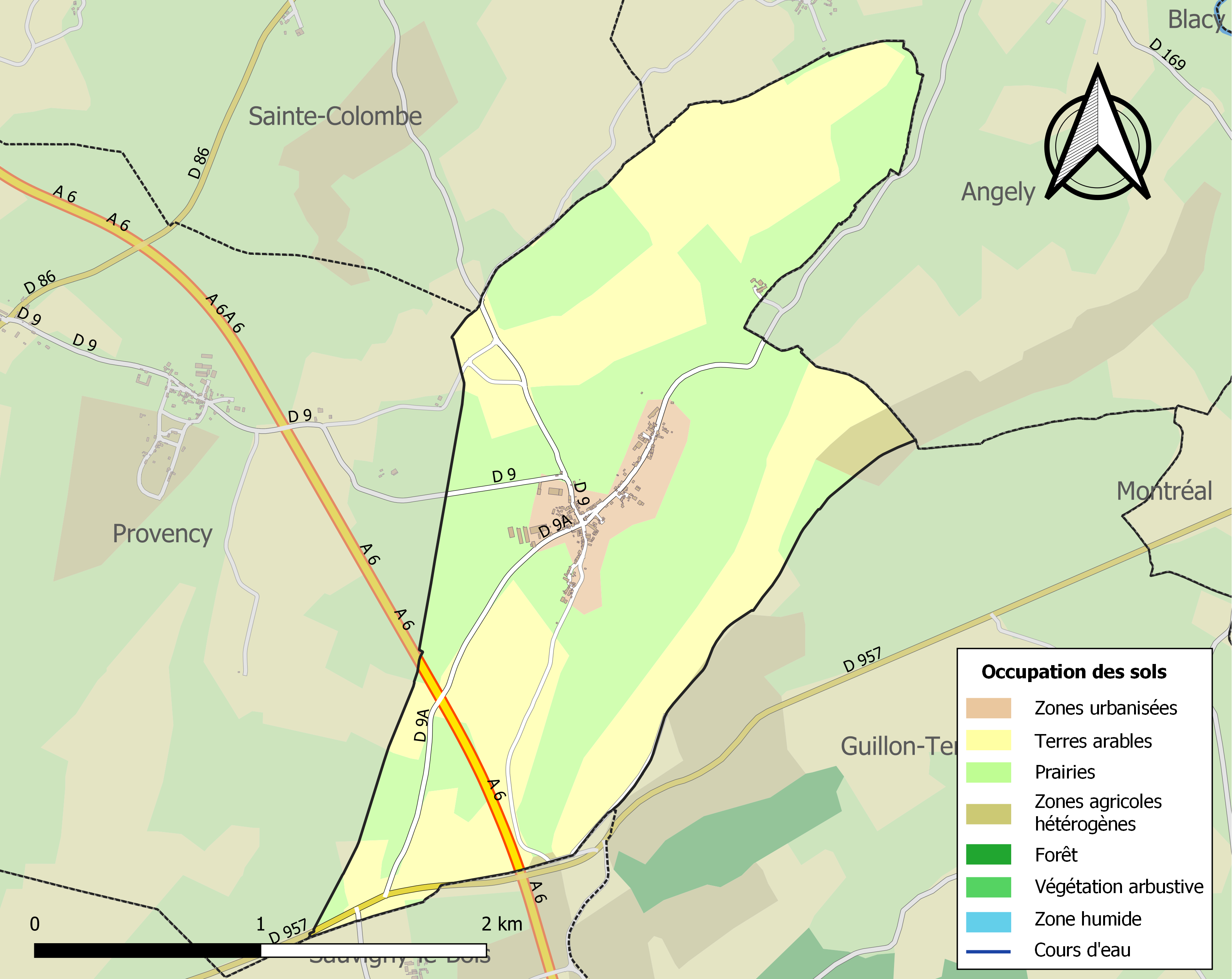
Carte des infrastructures et de l'occupation des sols de la commune en 2018 (CLC).

## Histoire
On retrouve la trace d'Athie au XIIe siècle,  sous le nom d'Atheae.  Le village prit ensuite le nom d'Athie-sous-Montréal.
Au Moyen Âge, le fief d'Athie était assez important, et eut des seigneurs qui en portait le nom. La paroisse d'Athie dépendait du diocèse d'Autun.
En 1240, Agnès de Brion, veuve d'Hugues d'Athie, vendit au Duc de Bourgogne toutes ses possessions. Le fief d'Athie entra ensuite dans les possessions des seigneurs de Montréal.
En 1666, Athie relevait du marquisat d'Époisses.
On a exploité au XIXe siècle à Athie des carrières de ciment prompt (sous l'appellation de ciment romain).

## Politique et administration
| Période    | Période  | Identité         | Étiquette | Qualité |
| ---------- | -------- | ---------------- | --------- | ------- |
|            |          |                  |           |         |
| avant 1995 | 2008     | Jean-Marc Boudon | DVD       |         |
| 2008       | En cours | Nicolas Robert   | DVD       |         |

## Démographie
L'évolution du nombre d'habitants est connue à travers les recensements de la population effectués dans la commune depuis 1793. Pour les communes de moins de 10 000 habitants, une enquête de recensement portant sur toute la population est réalisée tous les cinq ans, les populations de référence des années intermédiaires étant quant à elles estimées par interpolation ou extrapolation. Pour la commune, le premier recensement exhaustif entrant dans le cadre du nouveau dispositif a été réalisé en 2007.

En 2022, la commune comptait 134 habitants, en évolution de −2,9 % par rapport à 2016 (Yonne : −1,95 %, France hors Mayotte : +2,11 %).
| 1793 | 1800 | 1806 | 1821 | 1831 | 1836 | 1841 | 1846 | 1851 |
| ---- | ---- | ---- | ---- | ---- | ---- | ---- | ---- | ---- |
| 206  | 229  | 268  | 250  | 254  | 233  | 233  | 245  | 245  |

| 1856 | 1861 | 1866 | 1872 | 1876 | 1881 | 1886 | 1891 | 1896 |
| ---- | ---- | ---- | ---- | ---- | ---- | ---- | ---- | ---- |
| 210  | 225  | 235  | 234  | 225  | 224  | 236  | 234  | 228  |

| 1901 | 1906 | 1911 | 1921 | 1926 | 1931 | 1936 | 1946 | 1954 |
| ---- | ---- | ---- | ---- | ---- | ---- | ---- | ---- | ---- |
| 228  | 213  | 221  | 162  | 171  | 141  | 150  | 154  | 144  |

| 1962 | 1968 | 1975 | 1982 | 1990 | 1999 | 2006 | 2007 | 2012 |
| ---- | ---- | ---- | ---- | ---- | ---- | ---- | ---- | ---- |
| 138  | 125  | 123  | 126  | 121  | 139  | 149  | 150  | 141  |

| 2017 | 2022 | - | - | - | - | - | - | - |
| ---- | ---- | - | - | - | - | - | - | - |
| 137  | 134  | - | - | - | - | - | - | - |

## Lieux et monuments
- Église Saint-Didier : le chœur vouté en ogives date du XVe siècle, mais la nef et le clocher furent reconstruits en 1887.
- Maison ancienne avec une grande cheminée en pierre de la Renaissance, décorée de médaillons sculptés en forme de têtes humaines. Dans la cour, un puits de la même époque. Voici ce qu'en dit en 1870 l'historien Victor Petit :  « Nous serions disposés à voir dans ces divers bâtiments les restes d'un très ancien hôpital qui existait à Athie, plutôt que ceux d'une maison-forte dont il est fait quelques fois mention et dont nous ne connaissons pas l'emplacement. »[18]

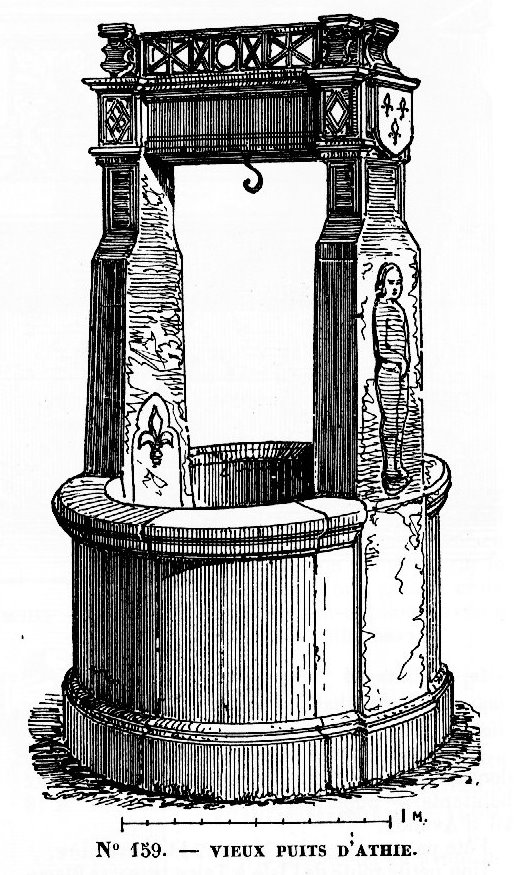
Le puits - Dessin de Victor Petit (1870).
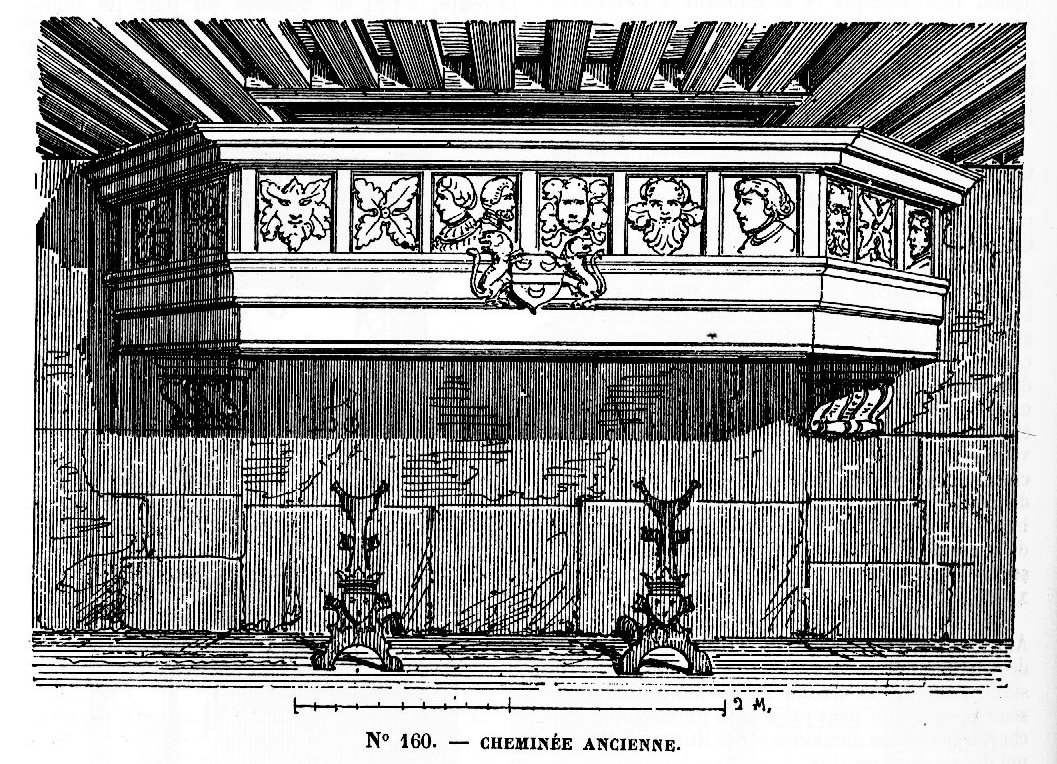
La cheminée - Dessin de Victor Petit (1870).

## Personnalités liées à la commune
Anaïs Pungier

## Pour approfondir